# 波阳公园
波阳公园是位於中國上海市楊浦區的一個公園。全园面积9000平方米，其东至贵阳路，西至上海市杨浦区中心医院，北至波阳路，南至海州路。公園名字來自波陽路。

## 歷史
1930年，上海公共租界工部局在波阳公园所在地方购买了土地，计划辟建乔敦公园，但乔敦公园始終未建成。1944年6月3日，上海市工务局将乔敦公园基地改为鄱阳苗圃。1946年初，上海市政府将鄱阳苗圃和平凉苗圃合并为第五苗圃。1948年，第五苗圃的部分土地被用來建造上海第二劳工医院。1951年，上海市人民政府决定将第五苗圃的原鄱阳苗圃部分改建为公园。上海市工务局园场管理处造园科负责公園的绿化设计。公園於1952年5月对外免費开放。
文化大革命期间，當局在园内砌窑烧砖和构筑地下防空工事。1973年，當局決定恢復公園的原本功能，並且增建售票亭，铺设水泥路，辟建儿童游戏区。1977年公園重修工作完成后再度开放，並且改為收費制。後來公園又再度免費。